# Mandingoa nitidula
L'amaranto dorso verde (Mandingoa nitidula (Hartlaub, 1865)) è un uccello passeriforme della famiglia degli Estrildidi: si tratta inoltre dell'unica specie ascritta al genere Mandingoa Hartert, 1919.

## Descrizione

### Dimensioni
Gli adulti misurano in genere fra i 9 e gli 11 cm di lunghezza.

### Aspetto
Si tratta di uccelli dall'aspetto massiccio e paffuto, anche in virtù delle ali arrotondate, della corta coda e di occhi e becco di grosse dimensioni.

La livrea è verdastra su fronte, vertice, nuca, dorso (come intuibile dal nome comune della specie), ali, codione e coda, mentre su gola e petto essa tende a virare verso il verde-giallastro, a volte con sfumature rossicce: sulla faccia è presente una mascherina rossa o gialla a seconda della sottospecie, più estesa e vivida nel maschio rispetto alla femmina. Il ventre è nero, con una grossa macchia bianca presente su ciascuna penna: il becco è nero, a volte con punta rossa, le zampe sono di colore carnicino, gli occhi sono bruno-nerastri con cerchio perioculare rosato.

Le femmine tendono ad avere colorazione rossa e gialla della testa molto meno evidente rispetto ai maschi.

## Biologia
Si tratta di uccelli dalle abitudini diurne, che tendono a vivere in coppie o in piccoli gruppi familiari, che contano fino a una decina d'individui: essi passano la maggior parte della giornata al suolo o a poca distanza da esso, alla ricerca di cibo, tenendosi in contatto fra loro tramite una gamma piuttosto ampia di richiami tutti piuttosto flebili. Al minimo disturbo, gli amaranti dorso verde si rifugiano precipitosamente nel folto della vegetazione.

### Alimentazione
L'amaranto dorso verde è un uccello principalmente granivoro, la cui dieta si compone perlopiù di piccoli semi di graminacee (in particolare Setaria e Oplismenus), urticacee ed amarantace, chicchi maturi di riso, manioca, bacche, frutta e piccoli insetti.

I semi vengono raccolti perlopiù al suolo, mentre il cibo di origine animale viene catturato in genere al volo.

### Riproduzione
La stagione degli amori cade generalmente durante la fase finale della stagione delle piogge.
Il nido viene collocato nel folto della vegetazione, solitamente attorno agli 8,5 m dal suolo: esso ha forma globosa e viene costruito da entrambi i sessi (col maschio che si dedica principalmente a reperire e trasportare il materiale di costruzione, mentre la femmina lo intreccia) con fili d'erba secca e fibre vegetali, foderandone l'interno con piume e muschio. Capita a volte che le coppie si servano per la nidificazione di nidi abbandonati di tessitore di foresta, invece di costruire un nido ex novo.

All'interno del nido la femmina depone 4-6 uova biancastre, che vengono incubate da ambedue i sessi (i quali si alternano alla cova durante il giorno, ma tornano a riposare assieme nel nido durante la notte) per 12-13 giorni, al termine dei quali schiudono pulli ciechi ed implumi, che vengono accuditi da entrambi i genitori. I nidiacei sono in grado d'involarsi nel giro di 17 giorni dalla schiusa, tuttavia essi tendono a rimanere nei pressi del nido ancora per almeno una settimana prima di allontanarsene definitivamente.
I giovani sono in grado di riprodursi già a partire dalle dieci settimane di vita, quando ancora devono completare la muta che darà loro il piumaggio definitivo: tuttavia, è molto difficile che essi riescano a riprodursi prima della stagione riproduttiva successiva a quella della loro nascita.

## Distribuzione e habitat
L'amaranto dorso verde occupa un areale piuttosto vasto che abbraccia gran parte dell'Africa subsahariana, andando dalla Sierra Leone all'Etiopia e da qui a sud fino al Sudafrica orientale e all'Angola settentrionale: sebbene l'areale di questi uccelli appaia piuttosto frammentato, è possibile che essi occupino anche altre zone, nelle quali tuttavia non sono stati ancora segnalati a causa delle abitudini estremamente riservate e della difficoltà nell'avvistarli.
Si tratta di uccelli molto adattabili che sono in grado di colonizzare un'ampia gamma di habitat, dalla foresta pluviale con presenza di radure alle aree più secche e cespugliose, dalle piantagioni e ai giardini urbani alle foreste di conifere con presenza di sottobosco, fino ai 2350 m di quota.

## Tassonomia

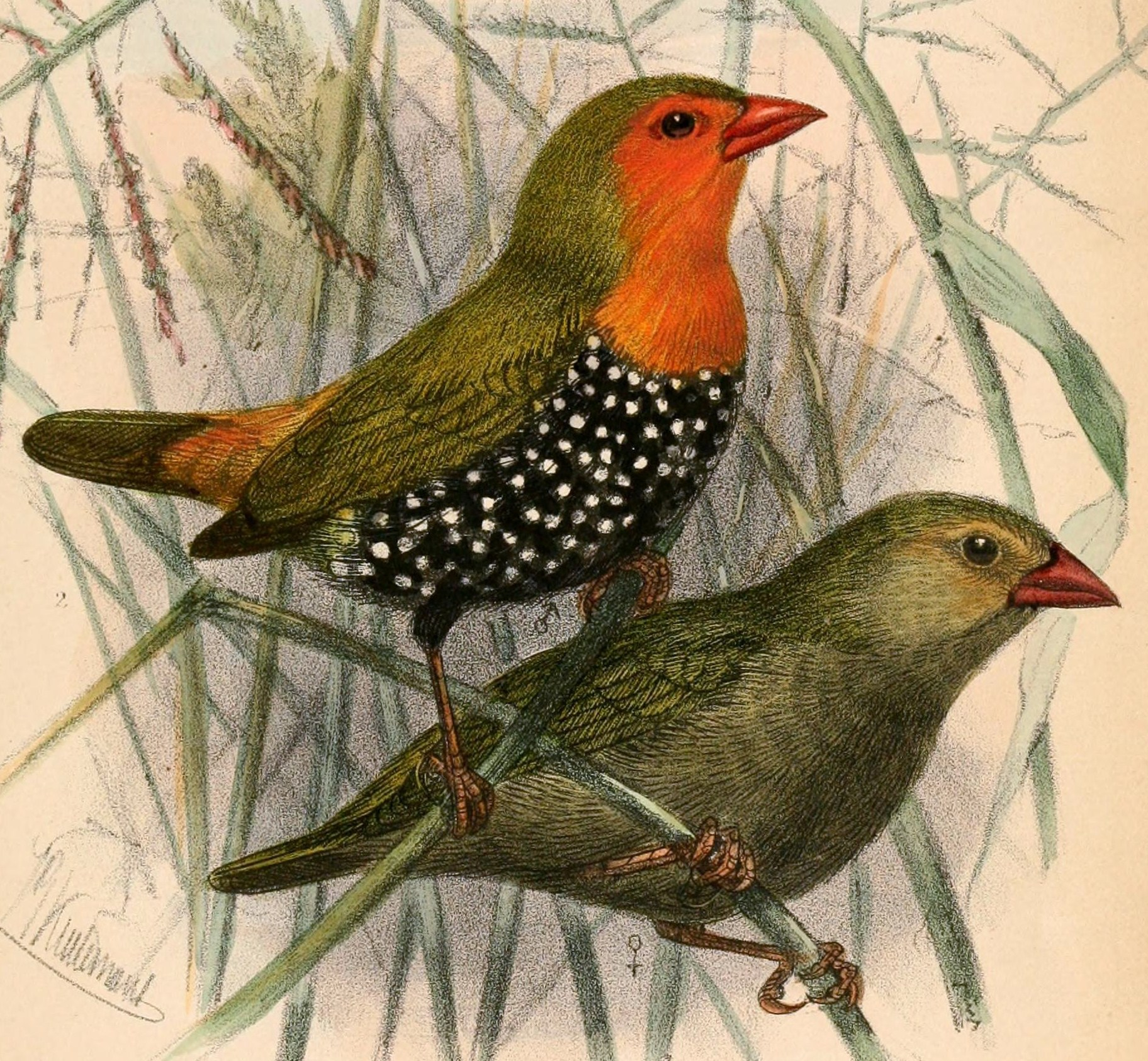
Illustrazione di una coppia della sottospecie schlegeli.

Se ne riconoscono quattro sottospecie:
- Mandingoa nitidula nitidula, la sottospecie nominale, diffusa nella porzione più meridionale dell'areale della specie, a sud del lago Malawi;
- Mandingoa nitidula schlegeli (Sharpe, 1870), diffusa nella porzione occidentale dell'areale occupato dalla specie, dalla Sierra Leone all'Uganda e a sud fino all'Angola;
- Mandingoa nitidula virginiae (Amadon, 1953), endemica dell'isola di Bioko;
- Mandingoa nitidula chubbi (Ogilvie-Grant, 1912), diffusa nella porzione orientale dell'areale occupato dalla specie, dall'Etiopia al Malawi;

Le varie sottospecie differiscono fra loro per dimensioni e colorazione (maggiore o minore estensione ed intensità della colorazione rossa o gialla, differente colorazione di becco e zampe).
L'amaranto dorso verde è stato di volta in volta ascritto ai generi Pytilia e Hypargos, in base a similitudini nell'aspetto: attualmente si tende invece a classificare questi uccelli nel genere monospecifico Mandingoa, del quale recenti studi hanno evidenziato un'affinità con gli astri montani del genere Cryptospiza (coi quali andrebbe a formare un clade) e con gli uccelli del genere Estrilda.